# 大非川之战
大非川之战是唐朝为了占据青海西部并帮助吐谷浑复国而与吐蕃军队进行的战役，最终唐军遭到了失败，损失数万军队。并因此丧失了青海西部。

## 战争起因
大非川一战前，在吐谷浑叛臣素和贵的帮助下，吐蕃军队入侵并攻占了吐谷浑之地，吐谷浑可汗携其妻弘化公主迁到浩门河流域，并向唐朝请求援助。总章二年（公元669年），吐蕃以贊悉若为大相，由其弟論欽陵带领军队驻扎在被其强行吞并的吐谷浑。总章三年（公元670年），論欽陵率领40万吐蕃军队入侵并攻占了安西四镇。当年四月初九，唐朝以薛仁贵为逻娑道行军大总管，阿史那道真、郭待封为副，领军5万人反击吐蕃军队，以占据青海西部，并“护吐谷浑还国”(《新唐书·吐蕃传》)。

## 战役进程
薛仁贵率唐军经鄯州（今青海乐都）行至青海湖南之大非川（今青海共和西南的切吉旷原）。薛仁贵留郭待封率军2万于大非川守护唐军辎重。随后薛仁贵亲自率军轻装奔袭，在河口（今青海玛多）大败吐蕃军队，并乘胜进占乌海城。但由于郭待封不服军令，擅率唐军殿后部队继续前进。结果20余万吐蕃军队趁机发起攻击，击败郭待封所部唐军。经此一战唐军辎重尽丧，薛仁贵被迫退保大非川。吐蕃军与唐军一直对峙到八月，待主力齐集后，钦陵指挥40余万吐蕃军队再次进攻唐军。薛仁贵在无险无粮的情况下，顽强抵抗，但仍最终唐軍全軍不支而溃败，薛仁贵被迫“与钦陵约和而还”。670年，吐蕃军队占据了青海西部、安西四镇。唐朝被迫将安西都护府迁至西州（今新疆吐鲁番），吐谷浑之地亦被吐蕃彻底吞并。但是675年，唐朝又再次控制安西四镇。687年，唐朝废安西四镇。692年，唐军大破吐蕃军队，唐朝再次征服安西四镇，重置安西都护府于龟兹，此后唐朝继续长期控制安西。

## 唐军失败原因
唐军失败的主要原因是地理条件和抗命事件。
大非川海拔3250米，乌海海拔是4000米，河口海拔是4240米，地理条件惡劣，吐蕃軍隊適應當地環境，而薛仁贵率领的唐朝军队不适应高原的地理条件，使得行军和作战都受到了影响。
同时郭待封的抗命造成了唐军辎重的丧失，成为失败的最主要原因。